# Popierajcie swego szeryfa

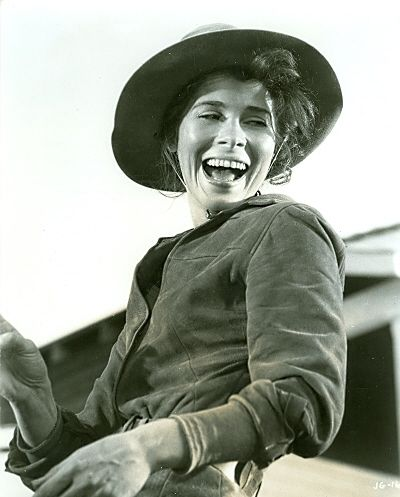
Joan Hackett (1969)

Popierajcie swego szeryfa (ang. Support Your Local Sheriff!) – amerykański film z 1969 roku w reżyserii Burta Kennedy’ego. Scenarzystą i producentem tej komedii nakręconej w stylistyce westernu był William Bowers. Muzykę do filmu skomponował Jeff Alexander, autorem zdjęć był Harry Stradling Jr., za montaż odpowiadał George W. Brooks.
Wyprodukowany przez Cherokee Productions i dystrybuowany przez United Artists film miał budżet wynoszący ok. 750 tysięcy dolarów. Kręcony był w technice Technicolor.
W rolach głównych wystąpili James Garner, Joan Hackett i Walter Brennan.
Premiera filmu miała miejsce w Detroit 26 marca 1969 roku.
Polska premiera odbyła się w styczniu 1971 roku w podwójnym pokazie z reportażem Po prostu świetlica produkcji WFO z 1970 roku. Autorem polskiego plakatu promującego film był Bronisław Zelek.

## Fabuła
Jason McCullough (James Garner) planuje wyjazd do Australii, jednak zostaje nowym szeryfem w miasteczku ogarniętym gorączką złota. Jego próby wprowadzenia nowych porządków nie przypadają wszystkim do gustu. Po aresztowaniu Joego (Bruce Dern) syna bogatego ranczera Pa Dabny’ego (Walter Brennan), musi zmierzyć się z wynajętymi rewolwerowcami. Jednocześnie trwa romans Jasona z córką burmistrza Perkinsa (Harry Morgan) – Prudy (Joan Hackett).

## Obsada
W filmie wystąpili:

- James Garner jako szeryf Jason McCullough
- Joan Hackett jako Prudy Perkins
- Walter Brennan jako Pa Danby
- Harry Morgan jako major Olly Perkins
- Jack Elam jako zastępca Jake
- Henry Jones jako Henry Jackson
- Bruce Dern jako Joe Danby
- Willis Bouchey jako Thomas Devery
- Kathleen Freeman jako pani Danvers
- Walter Burke jako Fred Johnson
- Chubby Johnson jako Brady
- Gene Evans jako Tom Danby
- Dick Peabody jako Luke Danby
- Dick Haynes jako barman

## Odbiór
Film był nominowany w 1969 roku do nagrody National Board of Review jako najlepszy film roku, zaś w 1970 roku otrzymał nominację do nagrody przyznawanej przez Amerykańską Gildię Scenarzystów w kategorii Najlepszy scenariusz oryginalny komedii (William Bowers).
Wiesław Kot określił Popierajcie swego szeryfa jako „klasyczny western zmierzający w stronę parodii gatunku. Kręcony w czasach, kiedy gatunek przeżywał zmierzch i przesilenie”. W podobnym tonie wypowiedział się Janusz Skwara recenzując film na łamach „Filmu” określając Burta Kennedy’ego jako kręcącego nietypowe westerny, zaś w Popierajcie swego szeryfa schematy gatunku wprowadził po to, „by je poddać łagodnej kpinie i ironii”.
Z kolei Roger Ebert uważał film za podręcznikowy przykład złego wpływu telewizji na kinematografię i dał mu dwie gwiazdki.
W serwisie Rotten Tomatoes ocena filmu wyniosła 69% ze średnią oceną 6,2 na 10.